# 900 (szám)
A 900 (római számmal: CM) egy természetes szám, négyzetszám, a 30 négyzete.

## A szám a matematikában
A tízes számrendszerbeli 900-as a kettes számrendszerben 1110000100, a nyolcas számrendszerben 1604, a tizenhatos számrendszerben 384 alakban írható fel.
A 900 páros szám, összetett szám, kanonikus alakban a 22 · 32 · 52 szorzattal, normálalakban a 9 · 102 szorzattal írható fel. Az első olyan szám, amelynek pontosan 27 osztója van, ezek növekvő sorrendben: 1, 2, 3, 4, 5, 6, 9, 10, 12, 15, 18, 20, 25, 30, 36, 45, 50, 60, 75, 90, 100, 150, 180, 225, 300, 450 és 900.
A 900 négyzete 810 000, köbe 729 000 000, négyzetgyöke 30, köbgyöke 9,65489, reciproka 0,0011111. A 900 egység sugarú kör kerülete 5654,86678 egység, területe 2 544 690,049 területegység; a 900 egység sugarú gömb térfogata 3 053 628 059,3 térfogategység.
A 900 helyen az Euler-függvény helyettesítési értéke 240, a Möbius-függvényé 0, a Mertens-függvényé 1. Az első 54 pozitív egész számhoz tartozó Euler-függvényértékek összege: {\displaystyle \sum _{i=1}^{54}\varphi (i)=900}
A 900 Harshad-szám a tízes számrendszerben, azaz osztható számjegyeinek összegével (9-cel).

## Egyéb területeken
- Észak-Amerikában az emelt díjas hívások körzetszáma.
- Ingyenesen hívható nemzetközi számok előhívója.
- A korcsolyázásban 2,5 kör megtételéért járó pontszám.